# 베라 코미소바
베라 야코블레프나 코미소바(러시아어: Вера Яковлевна Комисова, 1953년 6월 11일 ~ )는 러시아의 전직 육상 선수로 1980년 모스크바 올림픽에서 소비에트 연방을 대표하여 100m 허들의 금메달을 획득하였다.
상트페테르부르크에서 태어나 키 1.69m, 몸무게 60kg이던 코미소바는 자신 경력의 대부분에 최고의 허들 선수 타티야나 아니시모바의 그림자 아래에 있었다. 부상으로 인하여 아니시모바가 빠지자, 코미소바의 경력이 모스크바 올림픽에서 100m 허들 금메달을 획득하면서 절정에 도달하였다.
그녀는 또한 은메달을 딴 소련 400m 릴레이 팀에 부상을 다한 류드밀라 콘드라트예바를 대신하기도 하였다. 2개의 올림픽 메달 외에 코미소바는 1979년 하계 유니버시아드에서 100m 허들 동메달을 땄다.
그녀는 3회의 국내 타이틀을 우승하였는 데 100m 허들(1980년), 높이 허들(1980년)과 800m 릴레이(1978년)이다.
스포츠 경력을 끝낸 후, 코미소바는 상트페테르부르크에 있는 헤르젠 대학교의 체육부에서 강사로 일하였다.

## 참조
- 스포츠 영웅
- sports-reference